# Clinostigma savoryana
 (août 2018).
Espèce
Classification phylogénétique
Statut de conservation UICN

 DD  : Données insuffisantes
Clinostigma savoryana est une espèce de plantes du genre Clinostigma de la famille des Arecaceae (Palmae, les palmiers).